# Cupid's Comedy
Cupid's Comedy è un cortometraggio muto del 1910 diretto da Fred J. Balshofer.

## Trama
Per un equivoco, una ragazza bacia l'innamorato di un'altra. Le due coppie sembrano scambiarsi di partner per poi, chiarita la situazione, ritornare a formare le coppie originarie.

## Produzione
Il film fu prodotto dalla Bison Motion Pictures e dalla New York Motion Picture.

## Distribuzione
Distribuito dalla New York Motion Picture, il film - un cortometraggio in una bobina - uscì nelle sale cinematografiche statunitensi il 10 maggio 1910.